# Midsommarmätare
Midsommarmätare, Thetidia smaragdaria, är en fjärilsart som först beskrevs av Johan Christian Fabricius 1787.  Midsommarmätare ingår i släktet Thetidia, och familjen mätare, Geometridae. Arten har livskraftiga (LC) populationer i både Sverige och i Finland. Fyra underarter finns listade i Catalogue of Life,
Thetidia smaragdaria amurensis (Prout, 1935), Thetidia smaragdaria anomica (Prout, 1935), Thetidia smaragdaria gigantea (Millière, 1874) och Thetidia smaragdaria maritima (Prout, 1935).

## Bildgalleri

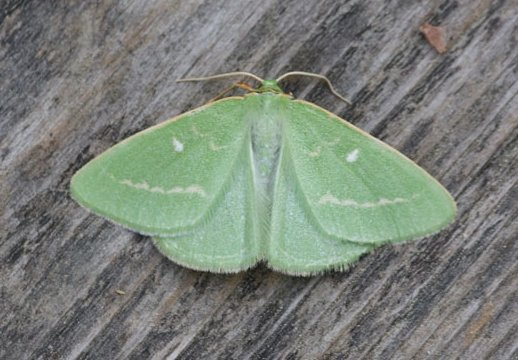
Imago fjäril
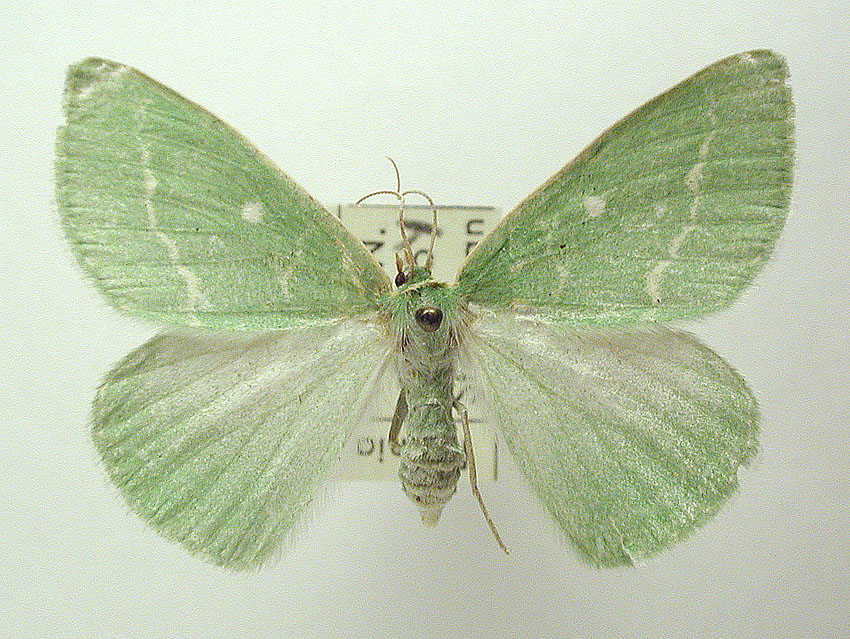
Preparerad (uppnålad) imago fjäril, hona